# Wereldbeker langlaufen 2018/2019
De wereldbeker langlaufen 2018/2019 (officieel: Coop FIS Cross Country World Cup 2018/2019) ging van start op 24 november 2018 in het Finse Kuusamo en eindigde op 24 maart 2019 in het Canadese Quebec. De wereldbeker werd georganiseerd door de Fédération Internationale de Ski. Het was de 38e editie van de wereldbeker voor zowel mannen als vrouwen.
De hoogtepunten van het seizoen waren de Tour de Ski en de wereldkampioenschappen langlaufen 2019, de resultaten van dit laatste evenement telden echter niet mee voor de wereldbeker.
De langlaufer die aan het einde van het seizoen de meeste punten had verzameld, won de algemene wereldbeker. De Noor Johannes Høsflot Klæbo en de Noorse Ingvild Flugstad Østberg wonnen die algemene wereldbeker.

## Mannen

### Kalender
| Datum | Plaats                             | Onderdeel                             | Eerste                                                                      | Tweede                                                                             | Derde                                                                            |
| --- | ---------------------------------- | ------------------------------------- | --------------------------------------------------------------------------- | ---------------------------------------------------------------------------------- | -------------------------------------------------------------------------------- |
| 24/11/2018 | Kuusamo                            | Sprint (klassieke stijl)              | Aleksandr Bolsjoenov                                                        | Johannes Høsflot Klæbo                                                             | Eirik Brandsdal                                                                  |
| 25/11/2018 | Kuusamo                            | 15 km klassieke stijl                 | Aleksandr Bolsjoenov                                                        | Emil Iversen                                                                       | Calle Halfvarsson                                                                |
| Lillehammer Triple |                                    |                                       |                                                                             |                                                                                    |                                                                                  |
| 30/11/2018 | Lillehammer                        | Sprint (vrije stijl)                  | Federico Pellegrino                                                         | Emil Iversen                                                                       | Alex Harvey                                                                      |
| 01/12/2018 | Lillehammer                        | 15 km vrije stijl                     | Sjur Røthe                                                                  | Didrik Tønseth                                                                     | Denis Spitsov                                                                    |
| 02/12/2018 | Lillehammer                        | 15 km klassieke stijl (handicapstart) | Janosch Brugger                                                             | Jean-Marc Gaillard                                                                 | Erik Bjornsen                                                                    |
| Eindklassement Lillehammer Triple:                                                                                      | Eindklassement Lillehammer Triple: | Eindklassement Lillehammer Triple:    | Didrik Tønseth                                                              | Sjur Røthe                                                                         | Emil Iversen                                                                     |
| 08/12/2018 | Beitostølen                        | 30 km vrije stijl                     | Sjur Røthe                                                                  | Martin Johnsrud Sundby                                                             | Andrej Melnitsjenko                                                              |
| 09/12/2018 | Beitostølen                        | 4×7,5 km estafette                    | Noorwegen I Emil Iversen Martin Johnsrud Sundby Sjur Røthe Finn Hågen Krogh | Rusland I Jevgeni Belov Aleksandr Bolsjoenov Denis Spitsov Andrej Melnitsjenko     | Noorwegen II Didrik Tønseth Hans Christer Holund Magne Haga Simen Hegstad Krüger |
| 15/12/2018 | Davos                              | Sprint (vrije stijl)                  | Johannes Høsflot Klæbo                                                      | Federico Pellegrino                                                                | Baptiste Gros                                                                    |
| 16/12/2018 | Davos                              | 15 km vrije stijl                     | Jevgeni Belov                                                               | Maurice Manificat                                                                  | Martin Johnsrud Sundby                                                           |
| Tour de Ski 2018/2019                                                                                                   |                                    |                                       |                                                                             |                                                                                    |                                                                                  |
| 29/12/2018 | Toblach                            | Sprint (vrije stijl)                  | Johannes Høsflot Klæbo                                                      | Richard Jouve                                                                      | Lucas Chanavat                                                                   |
| 30/12/2018 | Toblach                            | 15 km vrije stijl                     | Sergej Oestjoegov                                                           | Simen Hegstad Krüger                                                               | Aleksandr Bolsjoenov                                                             |
| 01/01/2019 | Val Müstair                        | Sprint (vrije stijl)                  | Johannes Høsflot Klæbo                                                      | Federico Pellegrino                                                                | Sergej Oestjoegov                                                                |
| 02/01/2019 | Oberstdorf                         | 15 km klassieke stijl (massastart)    | Emil Iversen                                                                | Francesco De Fabiani                                                               | Sergej Oestjoegov                                                                |
| 03/01/2019 | Oberstdorf                         | 15 km vrije stijl (handicapstart)     | Johannes Høsflot Klæbo                                                      | Sergej Oestjoegov                                                                  | Aleksandr Bolsjoenov                                                             |
| 05/01/2019 | Val di Fiemme                      | 15 km klassieke stijl (massastart)    | Johannes Høsflot Klæbo                                                      | Francesco De Fabiani                                                               | Aleksandr Bolsjoenov                                                             |
| 06/01/2019 | Val di Fiemme                      | 9 km achtervolging (vrije stijl)      | Sjur Røthe                                                                  | Simen Hegstad Krüger                                                               | Andrej Melnitsjenko                                                              |
| Eindklassement Tour de Ski:                                                                                             | Eindklassement Tour de Ski:        | Eindklassement Tour de Ski:           | Johannes Høsflot Klæbo                                                      | Sergej Oestjoegov                                                                  | Simen Hegstad Krüger                                                             |
| 12/01/2019 | Dresden                            | Sprint (vrije stijl)                  | Sindre Bjørnestad Skar                                                      | Gleb Retivych                                                                      | Erik Valnes                                                                      |
| 13/01/2019 | Dresden                            | Teamsprint (vrije stijl)              | Noorwegen I Erik Valnes Sindre Bjørnestad Skar                              | Noorwegen II Pål Golberg Eirik Brandsdal                                           | Rusland I Artem Maltsev Gleb Retivych                                            |
| 19/01/2019 | Otepää                             | Sprint (klassieke stijl)              | Johannes Høsflot Klæbo                                                      | Aleksandr Bolsjoenov                                                               | Pål Golberg                                                                      |
| 20/01/2019 | Otepää                             | 15 km klassieke stijl                 | Iivo Niskanen                                                               | Aleksandr Bolsjoenov                                                               | Didrik Tønseth                                                                   |
| 26/01/2019 | Ulricehamn                         | 15 km vrije stijl                     | Maurice Manificat                                                           | Simen Hegstad Krüger                                                               | Didrik Tønseth                                                                   |
| 27/01/2019 | Ulricehamn                         | 4×7,5 km estafette                    | Rusland II Jevgeni Belov Aleksandr Bessmertnych Denis Spitsov Artem Maltsev | Rusland I Andrej Larkov Aleksandr Bolsjoenov Andrej Melnitsjenko Sergej Oestjoegov | Noorwegen I Hans Christer Holund Didrik Tønseth Sjur Røthe Simen Hegstad Krüger  |
| 09/02/2019 | Lahti                              | Sprint (vrije stijl)                  | Johannes Høsflot Klæbo                                                      | Federico Pellegrino                                                                | Finn Hågen Krogh                                                                 |
| 10/02/2019 | Lahti                              | Teamsprint (klassieke stijl)          | Noorwegen I Emil Iversen Johannes Høsflot Klæbo                             | Noorwegen II Sindre Bjørnestad Skar Eirik Brandsdal                                | Finland I Iivo Niskanen Ristomatti Hakola                                        |
| 16/02/2019 | Cogne                              | Sprint (vrije stijl)                  | Federico Pellegrino                                                         | Francesco De Fabiani                                                               | Lucas Chanavat                                                                   |
| 17/02/2019 | Cogne                              | 15 km klassieke stijl                 | Aleksandr Bolsjoenov                                                        | Iivo Niskanen                                                                      | Aleksandr Bessmertnych                                                           |
| 19 februari tot en met 3 maart 2019: wereldkampioenschappen langlaufen 2019 in Seefeld (telt niet mee voor wereldbeker) |                                    |                                       |                                                                             |                                                                                    |                                                                                  |
| 09/03/2019 | Oslo                               | 50 km klassieke stijl (massastart)    | Aleksandr Bolsjoenov                                                        | Maksim Vylegsjanin                                                                 | Andrej Larkov                                                                    |
| 12/03/2019 | Drammen                            | Sprint (klassieke stijl)              | Johannes Høsflot Klæbo                                                      | Eirik Brandsdal                                                                    | Richard Jouve                                                                    |
| 16/03/2019 | Falun                              | Sprint (vrije stijl)                  | Johannes Høsflot Klæbo                                                      | Emil Iversen                                                                       | Sindre Bjørnestad Skar                                                           |
| 17/03/2019 | Falun                              | 15 km vrije stijl                     | Aleksandr Bolsjoenov                                                        | Martin Johnsrud Sundby                                                             | Didrik Tønseth                                                                   |
| Wereldbekerfinale |                                    |                                       |                                                                             |                                                                                    |                                                                                  |
| 22/03/2019 | Quebec                             | Sprint (vrije stijl)                  | Johannes Høsflot Klæbo                                                      | Federico Pellegrino                                                                | Sindre Bjørnestad Skar                                                           |
| 23/03/2019 | Quebec                             | 15 km klassieke stijl (massastart)    | Johannes Høsflot Klæbo                                                      | Alex Harvey                                                                        | Didrik Tønseth                                                                   |
| 24/03/2019 | Quebec                             | 15 km vrije stijl (handicapstart)     | Alex Harvey                                                                 | Aleksandr Bolsjoenov                                                               | Simeon Hamilton                                                                  |
| Eindklassement wereldbekerfinale:                                                                                       | Eindklassement wereldbekerfinale:  | Eindklassement wereldbekerfinale:     | Johannes Høsflot Klæbo                                                      | Alex Harvey                                                                        | Aleksandr Bolsjoenov                                                             |

### Eindstanden
| Algemene wereldbeker | Algemene wereldbeker   | Algemene wereldbeker | Algemene wereldbeker |
| #                    | Naam                   | Land                 | Punten               |
| -------------------- | ---------------------- | -------------------- | -------------------- |
| 1                    | Johannes Høsflot Klæbo | NOR                  | 1.715                |
| 2                    | Aleksandr Bolsjoenov   | RUS                  | 1.617                |
| 3                    | Sjur Røthe             | NOR                  | 974                  |
| 4                    | Simen Hegstad Krüger   | NOR                  | 907                  |
| 5                    | Didrik Tønseth         | NOR                  | 865                  |
| 6                    | Emil Iversen           | NOR                  | 825                  |
| 7                    | Francesco De Fabiani   | ITA                  | 817                  |
| 8                    | Federico Pellegrino    | ITA                  | 706                  |
| 9                    | Martin Johnsrud Sundby | NOR                  | 689                  |
| 10                   | Sergej Oestjoegov      | RUS                  | 633                  |

| Afstandswereldbeker | Afstandswereldbeker    | Afstandswereldbeker | Afstandswereldbeker |
| #                   | Naam                   | Land                | Punten              |
| ------------------- | ---------------------- | ------------------- | ------------------- |
| 1                   | Aleksandr Bolsjoenov   | RUS                 | 864                 |
| 2                   | Sjur Røthe             | NOR                 | 558                 |
| 3                   | Martin Johnsrud Sundby | NOR                 | 513                 |
| 4                   | Simen Hegstad Krüger   | NOR                 | 495                 |
| 5                   | Didrik Tønseth         | NOR                 | 484                 |
| 6                   | Francesco De Fabiani   | ITA                 | 371                 |
| 7                   | Andrej Larkov          | RUS                 | 365                 |
| 8                   | Andrej Melnitsjenko    | RUS                 | 331                 |
| 9                   | Johannes Høsflot Klæbo | NOR                 | 327                 |
| 10                  | Emil Iversen           | NOR                 | 316                 |

| Sprintwereldbeker | Sprintwereldbeker      | Sprintwereldbeker | Sprintwereldbeker |
| #                 | Naam                   | Land              | Punten            |
| ----------------- | ---------------------- | ----------------- | ----------------- |
| 1                 | Johannes Høsflot Klæbo | NOR               | 754               |
| 2                 | Federico Pellegrino    | ITA               | 555               |
| 3                 | Eirik Brandsdal        | NOR               | 471               |
| 4                 | Sindre Bjørnestad Skar | NOR               | 444               |
| 5                 | Aleksandr Bolsjoenov   | RUS               | 363               |
| 6                 | Lucas Chanavat         | FRA               | 352               |
| 7                 | Gleb Retivych          | RUS               | 329               |
| 8                 | Emil Iversen           | NOR               | 299               |
| 9                 | Richard Jouve          | FRA               | 284               |
| 10                | Sondre Turvoll Fossli  | NOR               | 204               |

| Helvetia U23 | Helvetia U23            | Helvetia U23 | Helvetia U23 |
| #            | Naam                    | Land         | Punten       |
| ------------ | ----------------------- | ------------ | ------------ |
| 1            | Johannes Høsflot Klæbo  | NOR          | 1.715        |
| 2            | Aleksandr Bolsjoenov    | RUS          | 1.617        |
| 3            | Denis Spitsov           | RUS          | 428          |
| 4            | Viktor Thorn            | SWE          | 428          |
| 5            | Jules Lapierre          | FRA          | 198          |
| 6            | Erik Valnes             | NOR          | 177          |
| 7            | Andrej Sobakarev        | RUS          | 122          |
| 8            | Irineu Esteve Altimiras | AND          | 108          |
| 9            | Ivan Jakimoesjkin       | RUS          | 103          |
| 10           | Janosch Brugger         | GER          | 93           |

| Audi e-tron bonus ranking | Audi e-tron bonus ranking | Audi e-tron bonus ranking | Audi e-tron bonus ranking |
| #                         | Naam                      | Land                      | Punten                    |
| ------------------------- | ------------------------- | ------------------------- | ------------------------- |
|                           | Johannes Høsflot Klæbo    | NOR                       | 326                       |
| 2                         | Aleksandr Bolsjoenov      | RUS                       | 228                       |
| 3                         | Emil Iversen              | NOR                       | 218                       |
| 4                         | Federico Pellegrino       | ITA                       | 148                       |
| 5                         | Sindre Bjørnestad Skar    | NOR                       | 145                       |
| 6                         | Richard Jouve             | FRA                       | 104                       |
| 7                         | Lucas Chanavat            | FRA                       | 104                       |
| 8                         | Sergej Oestjoegov         | RUS                       | 96                        |
| 9                         | Simen Hegstad Krüger      | NOR                       | 74                        |
| 10                        | Francesco De Fabiani      | ITA                       | 70                        |

| Prijzengeld | Prijzengeld            | Prijzengeld | Prijzengeld |
| #           | Naam                   | Land        | CHF         |
| ----------- | ---------------------- | ----------- | ----------- |
| 1           | Johannes Høsflot Klæbo | NOR         | 207.500     |
| 2           | Aleksandr Bolsjoenov   | RUS         | 139.625     |
| 3           | Sjur Røthe             | NOR         | 85.875      |
| 4           | Simen Hegstad Krüger   | NOR         | 61.050      |
| 5           | Emil Iversen           | NOR         | 59.675      |
| 6           | Didrik Tønseth         | NOR         | 58.775      |
| 7           | Sergej Oestjoegov      | RUS         | 55.800      |
| 8           | Federico Pellegrino    | ITA         | 46.600      |
| 9           | Martin Johnsrud Sundby | NOR         | 42.000      |
| 10          | Alex Harvey            | CAN         | 35.550      |

## Vrouwen

### Kalender
| Datum | Plaats                             | Onderdeel                             | Eerste                                                                         | Tweede                                                                     | Derde                                                                              |
| --- | ---------------------------------- | ------------------------------------- | ------------------------------------------------------------------------------ | -------------------------------------------------------------------------- | ---------------------------------------------------------------------------------- |
| 24/11/2018 | Kuusamo                            | Sprint (klassieke stijl)              | Joelia Beloroekova                                                             | Maja Dahlqvist                                                             | Ida Ingemarsdotter                                                                 |
| 25/11/2018 | Kuusamo                            | 10 km klassieke stijl                 | Therese Johaug                                                                 | Charlotte Kalla                                                            | Ebba Andersson                                                                     |
| Lillehammer Triple |                                    |                                       |                                                                                |                                                                            |                                                                                    |
| 30/11/2018 | Lillehammer                        | Sprint (vrije stijl)                  | Jonna Sundling                                                                 | Stina Nilsson                                                              | Sadie Bjornsen                                                                     |
| 01/12/2018 | Lillehammer                        | 10 km vrije stijl                     | Therese Johaug                                                                 | Ebba Andersson                                                             | Charlotte Kalla                                                                    |
| 02/12/2018 | Lillehammer                        | 10 km klassieke stijl (handicapstart) | Therese Johaug                                                                 | Ingvild Flugstad Østberg                                                   | Ebba Andersson                                                                     |
| Eindklassement Lillehammer Triple:                                                                                      | Eindklassement Lillehammer Triple: | Eindklassement Lillehammer Triple:    | Therese Johaug                                                                 | Ebba Andersson                                                             | Ingvild Flugstad Østberg                                                           |
| 08/12/2018 | Beitostølen                        | 15 km vrije stijl                     | Therese Johaug                                                                 | Charlotte Kalla                                                            | Ingvild Flugstad Østberg                                                           |
| 09/12/2018 | Beitostølen                        | 4×5 km estafette                      | Noorwegen I Heidi Weng Therese Johaug Ragnhild Haga Ingvild Flugstad Østberg   | Rusland II Lidia Doerkina Anna Zjerebjateva Maria Istomina Jelena Soboleva | Finland I Johanna Matintalo Krista Pärmäkoski Riitta-Liisa Roponen Eveliina Piippo |
| 15/12/2018 | Davos                              | Sprint (vrije stijl)                  | Stina Nilsson                                                                  | Sophie Caldwell                                                            | Maja Dahlqvist                                                                     |
| 16/12/2018 | Davos                              | 10 km vrije stijl                     | Therese Johaug                                                                 | Ingvild Flugstad Østberg                                                   | Krista Pärmäkoski                                                                  |
| Tour de Ski 2018/2019                                                                                                   |                                    |                                       |                                                                                |                                                                            |                                                                                    |
| 29/12/2018 | Toblach                            | Sprint (vrije stijl)                  | Stina Nilsson                                                                  | Ida Ingemarsdotter                                                         | Jessica Diggins                                                                    |
| 30/12/2018 | Toblach                            | 10 km vrije stijl                     | Natalja Neprjajeva                                                             | Ingvild Flugstad Østberg                                                   | Anastasia Sedova                                                                   |
| 01/01/2019 | Val Müstair                        | Sprint (vrije stijl)                  | Stina Nilsson                                                                  | Sophie Caldwell                                                            | Jessica Diggins                                                                    |
| 02/01/2019 | Oberstdorf                         | 10 km klassieke stijl (massastart)    | Ingvild Flugstad Østberg                                                       | Natalja Neprjajeva                                                         | Anastasia Sedova                                                                   |
| 03/01/2019 | Oberstdorf                         | 10 km vrije stijl (handicapstart)     | Ingvild Flugstad Østberg                                                       | Natalja Neprjajeva                                                         | Jessica Diggins                                                                    |
| 05/01/2019 | Val di Fiemme                      | 10 km klassieke stijl (massastart)    | Ingvild Flugstad Østberg                                                       | Natalja Neprjajeva                                                         | Anastasia Sedova                                                                   |
| 06/01/2019 | Val di Fiemme                      | 9 km achtervolging (vrije stijl)      | Ingvild Flugstad Østberg                                                       | Krista Pärmäkoski                                                          | Anastasia Sedova                                                                   |
| Eindklassement Tour de Ski:                                                                                             | Eindklassement Tour de Ski:        | Eindklassement Tour de Ski:           | Ingvild Flugstad Østberg                                                       | Natalja Neprjajeva                                                         | Anastasia Sedova                                                                   |
| 12/01/2019 | Dresden                            | Sprint (vrije stijl)                  | Stina Nilsson                                                                  | Maja Dahlqvist                                                             | Jonna Sundling                                                                     |
| 13/01/2019 | Dresden                            | Teamsprint (vrije stijl)              | Zweden I Stina Nilsson Maja Dahlqvist                                          | Zweden II Ida Ingemarsdotter Jonna Sundling                                | Noorwegen I Mari Eide Maiken Caspersen Falla                                       |
| 19/01/2019 | Otepää                             | Sprint (klassieke stijl)              | Maiken Caspersen Falla                                                         | Natalja Neprjajeva                                                         | Maja Dahlqvist                                                                     |
| 20/01/2019 | Otepää                             | 10 km klassieke stijl                 | Therese Johaug                                                                 | Ebba Andersson                                                             | Natalja Neprjajeva                                                                 |
| 26/01/2019 | Ulricehamn                         | 10 km vrije stijl                     | Therese Johaug                                                                 | Astrid Jacobsen                                                            | Ebba Andersson                                                                     |
| 27/01/2019 | Ulricehamn                         | 4×5 km estafette                      | Noorwegen I Heidi Weng Therese Johaug Astrid Jacobsen Ingvild Flugstad Østberg | Zweden I Evelina Settlin Ebba Andersson Charlotte Kalla Jonna Sundling     | Finland I Laura Mononen Krista Pärmäkoski Riitta-Liisa Roponen Eveliina Piippo     |
| 09/02/2019 | Lahti                              | Sprint (vrije stijl)                  | Maiken Caspersen Falla                                                         | Sophie Caldwell                                                            | Maja Dahlqvist                                                                     |
| 10/02/2019 | Lahti                              | Teamsprint (klassieke stijl)          | Zweden I Ida Ingemarsdotter Maja Dahlqvist                                     | Noorwegen I Tiril Udnes Weng Maiken Caspersen Falla                        | Zweden II Evelina Settlin Hanna Falk                                               |
| 16/02/2019 | Cogne                              | Sprint (vrije stijl)                  | Jessica Diggins                                                                | Sandra Ringwald                                                            | Johanna Hagström                                                                   |
| 17/02/2019 | Cogne                              | 10 km klassieke stijl                 | Kerttu Niskanen                                                                | Nadine Fähndrich                                                           | Natalja Neprjajeva                                                                 |
| 19 februari tot en met 3 maart 2019: wereldkampioenschappen langlaufen 2019 in Seefeld (telt niet mee voor wereldbeker) |                                    |                                       |                                                                                |                                                                            |                                                                                    |
| 10/03/2019 | Oslo                               | 30 km klassieke stijl (massastart)    | Therese Johaug                                                                 | Natalja Neprjajeva                                                         | Ebba Andersson                                                                     |
| 12/03/2019 | Drammen                            | Sprint (klassieke stijl)              | Maiken Caspersen Falla                                                         | Astrid Jacobsen                                                            | Natalja Neprjajeva                                                                 |
| 16/03/2019 | Falun                              | Sprint (vrije stijl)                  | Stina Nilsson                                                                  | Maiken Caspersen Falla                                                     | Maja Dahlqvist                                                                     |
| 17/03/2019 | Falun                              | 10 km vrije stijl                     | Therese Johaug                                                                 | Ebba Andersson                                                             | Jessica Diggins                                                                    |
| Wereldbekerfinale |                                    |                                       |                                                                                |                                                                            |                                                                                    |
| 22/03/2019 | Quebec                             | Sprint (vrije stijl)                  | Stina Nilsson                                                                  | Maja Dahlqvist                                                             | Jonna Sundling                                                                     |
| 23/03/2019 | Quebec                             | 10 km klassieke stijl (massastart)    | Stina Nilsson                                                                  | Therese Johaug                                                             | Ingvild Flugstad Østberg                                                           |
| 24/03/2019 | Quebec                             | 10 km vrije stijl (handicapstart)     | Therese Johaug                                                                 | Krista Pärmäkoski                                                          | Ebba Andersson                                                                     |
| Eindklassement wereldbekerfinale:                                                                                       | Eindklassement wereldbekerfinale:  | Eindklassement wereldbekerfinale:     | Stina Nilsson                                                                  | Therese Johaug                                                             | Ingvild Flugstad Østberg                                                           |

### Eindstanden
| Algemene wereldbeker | Algemene wereldbeker     | Algemene wereldbeker | Algemene wereldbeker |
| #                    | Naam                     | Land                 | Punten               |
| -------------------- | ------------------------ | -------------------- | -------------------- |
| 1                    | Ingvild Flugstad Østberg | NOR                  | 1.654                |
| 2                    | Natalja Neprjajeva       | RUS                  | 1.431                |
| 3                    | Therese Johaug           | NOR                  | 1.322                |
| 4                    | Krista Pärmäkoski        | FIN                  | 1.316                |
| 5                    | Stina Nilsson            | SWE                  | 1.072                |
| 6                    | Jessica Diggins          | USA                  | 1.005                |
| 7                    | Ebba Andersson           | SWE                  | 918                  |
| 8                    | Joelia Beloroekova       | RUS                  | 853                  |
| 9                    | Maja Dahlqvist           | SWE                  | 672                  |
| 10                   | Maiken Caspersen Falla   | NOR                  | 657                  |

| Afstandswereldbeker | Afstandswereldbeker      | Afstandswereldbeker | Afstandswereldbeker |
| #                   | Naam                     | Land                | Punten              |
| ------------------- | ------------------------ | ------------------- | ------------------- |
| 1                   | Therese Johaug           | NOR                 | 956                 |
| 2                   | Ingvild Flugstad Østberg | NOR                 | 817                 |
| 3                   | Natalja Neprjajeva       | RUS                 | 692                 |
| 4                   | Krista Pärmäkoski        | FIN                 | 687                 |
| 5                   | Ebba Andersson           | SWE                 | 646                 |
| 6                   | Jessica Diggins          | USA                 | 468                 |
| 7                   | Charlotte Kalla          | SWE                 | 454                 |
| 8                   | Joelia Beloroekova       | RUS                 | 385                 |
| 9                   | Anastasia Sedova         | RUS                 | 377                 |
| 10                  | Astrid Jacobsen          | NOR                 | 352                 |

| Sprintwereldbeker | Sprintwereldbeker      | Sprintwereldbeker | Sprintwereldbeker |
| #                 | Naam                   | Land              | Punten            |
| ----------------- | ---------------------- | ----------------- | ----------------- |
| 1                 | Stina Nilsson          | SWE               | 626               |
| 2                 | Maiken Caspersen Falla | NOR               | 583               |
| 3                 | Maja Dahlqvist         | SWE               | 482               |
| 4                 | Sophie Caldwell        | USA               | 371               |
| 5                 | Natalja Neprjajeva     | RUS               | 311               |
| 6                 | Ida Ingemarsdotter     | SWE               | 306               |
| 7                 | Jessica Diggins        | USA               | 301               |
| 8                 | Sadie Bjornsen         | USA               | 263               |
| 9                 | Jonna Sundling         | SWE               | 260               |
| 10                | Nadine Fähndrich       | SUI               | 245               |

| Helvetia U23 | Helvetia U23      | Helvetia U23 | Helvetia U23 |
| #            | Naam              | Land         | Punten       |
| ------------ | ----------------- | ------------ | ------------ |
| 1            | Ebba Andersson    | SWE          | 918          |
| 2            | Tiril Udnes Weng  | NOR          | 406          |
| 3            | Maria Istomina    | RUS          | 268          |
| 4            | Katharina Hennig  | GER          | 250          |
| 5            | Lotta Udnes Weng  | NOR          | 181          |
| 6            | Lidia Doerkina    | RUS          | 175          |
| 7            | Frida Karlsson    | SWE          | 169          |
| 8            | Johanna Hagström  | SWE          | 107          |
| 9            | Moa Lundgren      | SWE          | 103          |
| 10           | Anna Zjerebjateva | RUS          | 56           |

| Audi e-tron bonus ranking | Audi e-tron bonus ranking | Audi e-tron bonus ranking | Audi e-tron bonus ranking |
| #                         | Naam                      | Land                      | Punten                    |
| ------------------------- | ------------------------- | ------------------------- | ------------------------- |
|                           | Ingvild Flugstad Østberg  | NOR                       | 213                       |
| 2                         | Stina Nilsson             | SWE                       | 207                       |
| 3                         | Natalja Neprjajeva        | RUS                       | 161                       |
| 4                         | Jessica Diggins           | USA                       | 123                       |
| 5                         | Maiken Caspersen Falla    | NOR                       | 99                        |
| 6                         | Sophie Caldwell           | USA                       | 98                        |
| 7                         | Sadie Bjornsen            | USA                       | 97                        |
| 8                         | Ida Ingemarsdotter        | SWE                       | 94                        |
| 9                         | Joelia Beloroekova        | RUS                       | 94                        |
| 10                        | Krista Pärmäkoski         | FIN                       | 84                        |

| Prijzengeld | Prijzengeld              | Prijzengeld | Prijzengeld |
| #           | Naam                     | Land        | CHF         |
| ----------- | ------------------------ | ----------- | ----------- |
| 1           | Ingvild Flugstad Østberg | NOR         | 175.900     |
| 2           | Therese Johaug           | NOR         | 146.375     |
| 3           | Natalja Neprjajeva       | RUS         | 119.325     |
| 4           | Stina Nilsson            | SWE         | 97.575      |
| 5           | Krista Pärmäkoski        | FIN         | 83.900      |
| 6           | Ebba Andersson           | SWE         | 71.500      |
| 7           | Maja Dahlqvist           | SWE         | 55.300      |
| 8           | Jessica Diggins          | USA         | 54.525      |
| 9           | Maiken Caspersen Falla   | NOR         | 50.050      |
| 10          | Joelia Beloroekova       | RUS         | 40.950      |

## Landenklassementen
| Algemeen | Algemeen         | Algemeen |
| #        | Land             | Punten   |
| -------- | ---------------- | -------- |
| 1        | Noorwegen        | 12.657   |
| 2        | Rusland          | 8.636    |
| 3        | Zweden           | 7.015    |
| 4        | Finland          | 3.510    |
| 5        | Verenigde Staten | 3.065    |
| 6        | Frankrijk        | 2.483    |
| 7        | Italië           | 2.463    |
| 8        | Duitsland        | 2.220    |
| 9        | Zwitserland      | 1.839    |
| 10       | Slovenië         | 1.165    |

| Mannen | Mannen              | Mannen |
| #      | Land                | Punten |
| ------ | ------------------- | ------ |
| 1      | Noorwegen           | 6.740  |
| 2      | Rusland             | 4.929  |
| 3      | Frankrijk           | 2.292  |
| 4      | Zweden              | 2.100  |
| 5      | Italië              | 1.864  |
| 6      | Finland             | 1.216  |
| 7      | Zwitserland         | 982    |
| 8      | Duitsland           | 845    |
| 9      | Canada              | 642    |
| 10     | Verenigd Koninkrijk | 584    |

| Vrouwen | Vrouwen          | Vrouwen |
| #       | Land             | Punten  |
| ------- | ---------------- | ------- |
| 1       | Noorwegen        | 5.917   |
| 2       | Zweden           | 4.915   |
| 3       | Rusland          | 3.707   |
| 4       | Verenigde Staten | 2.501   |
| 5       | Finland          | 2.294   |
| 6       | Duitsland        | 1.375   |
| 7       | Slovenië         | 1.007   |
| 8       | Zwitserland      | 857     |
| 9       | Italië           | 599     |
| 10      | Japan            | 361     |

## Uitzendrechten
- Canada: CBC Sports[1]
- Duitsland: ARD/ZDF[2]
- Finland: Yle
- Nederland: Eurosport
- Noorwegen: NRK
- Zweden: SVT[3][4]
- Zwitserland: SRG SSR[5]